# Sumador
En electrònica digital, un sumador és un circuit lògic que calcula l'operació suma. En els ordinadors moderns es troba en el que es denomina Unitat aritmèticològica (ALU). Generalment realitzen les operacions aritmètiques en codi binari decimal o BCD excés 3, per regla general els sumadors utilitzen el sistema binari. En els casos en què s'estigui utilitzant un complement a dos per representar nombres negatius el sumador es convertirà en un sumador-substractor (Adder-subtracter).